# Callispa maindoni
Callispa maindoni es un coleóptero de la familia Chrysomelidae.
Fue descrita científicamente por primera vez en 1943 por Pic.